# Ø̂
Ø̂ (minuskule: ø̂) je speciální znak latinky. Nazývá se přeškrtnuté O se stříškou. Používá se ve dvou jazycích, konkrétně v jazycích nzime a mfumte, které oba patí do jazykové rodiny bantuských jazyků a používají se v Kamerunu.

## Unicode
V Unicode mají písmena Ø̂ a ø̂ tyto kódy:
- Ø̂: <U+00D8, U+0302>
- ø̂: <U+00F8, U+0302>